# Resolutie 1545 Veiligheidsraad Verenigde Naties
Resolutie 1545 van de Veiligheidsraad van de Verenigde Naties werd unaniem door de Veiligheidsraad van de Verenigde Naties aangenomen op 21 mei 2004 en richtte de vredesmissie in Burundi op.

## Achtergrond
Na Burundi's onafhankelijkheid van België in 1962 werd het land een monarchie. In 1966 werd de koning in een staatsgreep vervangen door een president. Toen de voormalige koning in 1972 vermoord werd brak een burgeroorlog uit tussen Tutsi's en Hutu's in het land. Daarna losten de dictators elkaar met opeenvolgende staatsgrepen af. Begin 1994 kwam de president samen met zijn Rwandese collega om het leven toen hun vliegtuig werd neergeschoten. Daarop brak in beide landen een burgeroorlog uit tussen Hutu's en Tutsi's waarbij honderdduizenden omkwamen. In 2000 werd een overgangsregering opgericht en pas in 2003 kwam die een staakt-het-vuren overeengekomen met de rebellen. In juni 2004 kwam een VN-vredesmacht die tot 2006 bleef. Hierna volgden echter wederom vijandelijkheden tot in augustus 2008 opnieuw een staakt-het-vuren werd getekend.

## Inhoud

### Waarnemingen
De Veiligheidsraad herhaalde haar steun voor het Vredes- en Verzoeningsakkoord van Arusha uit 2000 en riep op het na te leven. De overgangsinstellingen van Burundi moesten de nodige wetten uitvaardigen om de voorziene verkiezingen nog voor het einde van de overgangsperiode op 31 oktober te kunnen houden. Op 7 oktober 2002 en 16 november 2003 waren staakt-het-vurenakkoorden getekend tussen overheid en rebellen. Doch waren er in sommige delen van het land nog steeds vijandelijkheden. Al het geweld en de mensenrechtenschendingen, waaronder grootschalige verkrachtingen, werden veroordeeld. Intussen kwam er een Afrikaanse Missie in Burundi, AMIB, met troepen uit Zuid-Afrika, Ethiopië en Mozambique.

### Handelingen
De Veiligheidsraad autoriseerde per 1 juni de VN-Operatie in Burundi ONUB om de vrede te herstellen. Die zou in den beginne bestaan uit de AMIB-troepen en later maximaal uit 5650 militairen, waaronder 200 waarnemers en 125 stafofficieren, en 120 politieagenten. De macht werd geautoriseerd al het nodige te doen om volgend mandaat uit te voeren:
- Toezien op het staakt-het-vuren en schendingen onderzoeken,
- Het vertrouwen tussen de partijen mee herstellen, wapens inzamelen en milities ontmantelen,
- Strijders ontwapenen en demobiliseren,
- Toezien op de inkwartiering van het leger en hun zware wapens,
- Toezien op de illegale wapenhandel,
- Meewerken aan veilige omstandigheden voor hulpverlening en bijdragen aan de terugkeer van vluchtelingen,
- Bijdragen aan het verkiezingsproces door voor een veilige omgeving te zorgen,
- De bevolking beschermen tegen directe bedreigingen,
- VN-personeel en -materiaal beveiligen en gebieden te ontmijnen.

De missie moest de overgangsregering verder advies verlenen en helpen met:
- Het toezicht op de grenzen,
- De hervorming van de instellingen, leger en politie,
- De verkiezingen,
- De hervorming van justitie en strafinstellingen,
- De promotie en bescherming van de mensenrechten.

En ermee samenwerken om:
- Haar gezag over heel het grondgebied uit te breiden,
- Het nationale ontwapenings-, demobilisatie- en herintegratieprogramma uit te voeren.

Burundi werd ook gevraagd hiervoor binnen de 30 dagen een status of forces-akkoord te sluiten met de secretaris-generaal. Het was voorts noodzakelijk dat ONUB toegang had tot effectieve publieke kanalen als radio, televisie en kranten om het vredesproces en haar rol erin te promoten.
Ten slotte moest ONUB nauw samenwerken met de MONUC-vredesmissie in buurland Congo. Vooral inzake het toezicht op strijders die de grens overstaken.

## Verwante resoluties
- Resolutie 1286 Veiligheidsraad Verenigde Naties (2000)
- Resolutie 1375 Veiligheidsraad Verenigde Naties (2001)
- Resolutie 1577 Veiligheidsraad Verenigde Naties
- Resolutie 1602 Veiligheidsraad Verenigde Naties (2005)

Lijst ·  1522 ·  1523 ·  1524 ·  1525 ·  1526 ·  1527 ·  1528 ·  1529 ·  1530 ·  1531 ·  1532 ·  1533 ·  1534 ·  1535 ·  1536 ·  1537 ·  1538 ·  1539 ·  1540 ·  1541 ·  1542 ·  1543 ·  1544 ·  1545 ·  1546 ·  1547 ·  1548 ·  1549 ·  1550 ·  1551 ·  1552 ·  1553 ·  1554 ·  1555 ·  1556 ·  1557 ·  1558 ·  1559 ·  1560 ·  1561 ·  1562 ·  1563 ·  1564 ·  1565 ·  1566 ·  1567 ·  1568 ·  1569 ·  1570 ·  1571 ·  1572 ·  1573 ·  1574 ·  1575 ·  1576 ·  1577 ·  1578 ·  1579 ·  1580